# Otis tarda
L'otarda maggiore (Otis tarda Linnaeus, 1758) è, nella famiglia delle otarde, l'unica specie del genere Otis. Nidifica nell'Europa meridionale e centrale e in tutta l'Asia temperata. Le popolazioni europee sono principalmente stanziali, ma gli uccelli asiatici si spostano più a sud in inverno.

## Descrizione

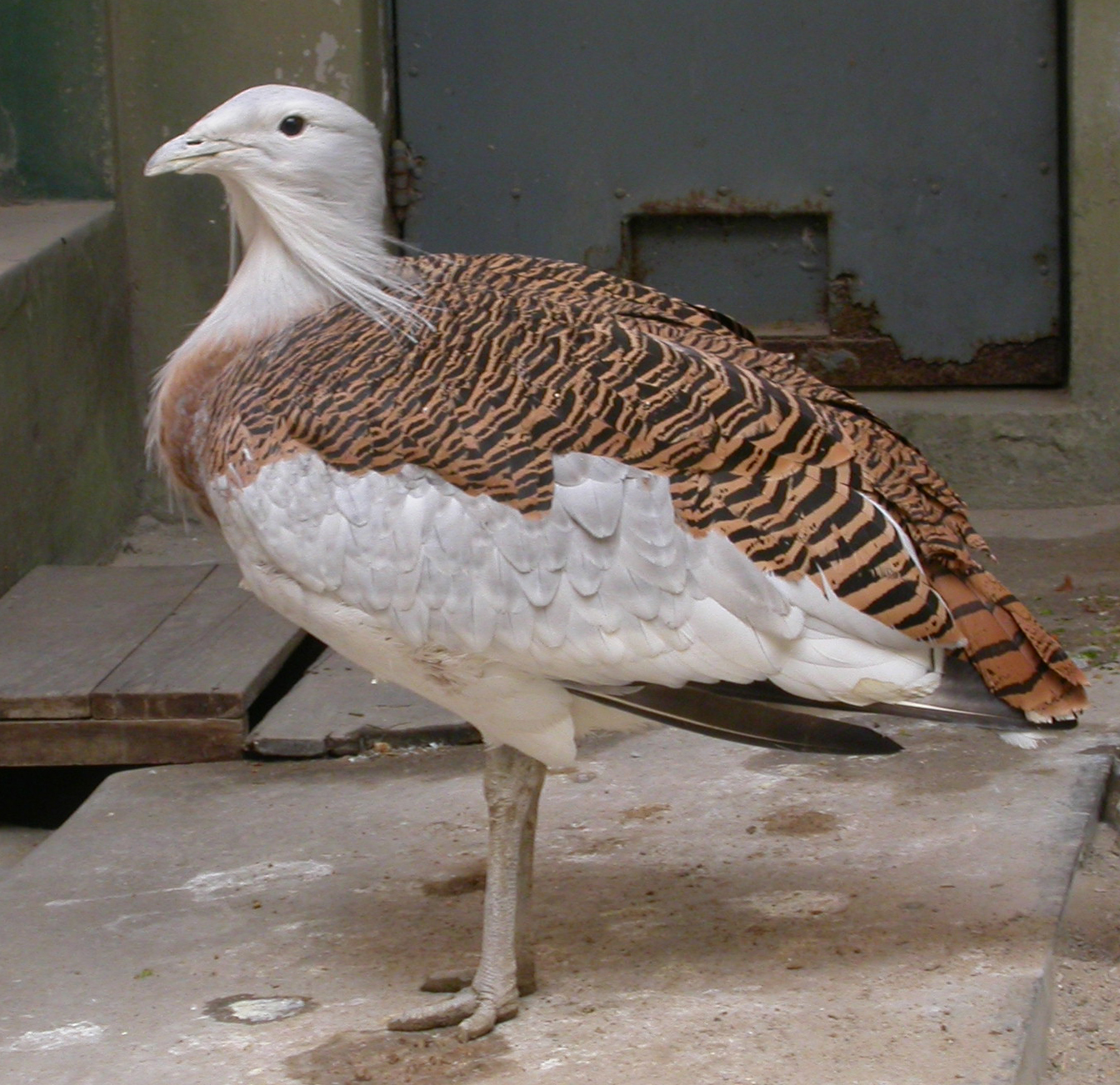
Un maschio adulto

Il maschio di questo grosso uccello è forse il più pesante uccello vivente in grado di volare, insieme all'otarda di Kori, di dimensioni simili. Un maschio adulto è lungo normalmente 1,1 metri, ha un'apertura alare di 2,4 metri e pesa circa 12 kg. L'uccello più pesante mai registrato pesava 21 kg, sebbene siano stati avvistati esemplari più grandi che non sono però stati misurati. Un maschio adulto ha il dorso bruno ed il ventre bianco, con il lungo collo e la testa grigi. Il petto e i lati della parte inferiore del collo sono castani. Nella stagione degli amori, il maschio sviluppa sul collo delle lunghe setole bianche. In volo, le lunghe ali mostrano vaste aree di colore bianco.
La femmina è più piccola del 30% e pesa la metà, circa 3,5–4 kg. Il petto ed il collo sono bruni. Entrambi i sessi sono solitamente silenziosi. Gli uccelli immaturi assomigliano alla femmina.

## Biologia

### Comportamento
Cammina in modo lento e maestoso e se disturbata, invece di volare, tende a correre.

### Alimentazione
È gregaria, soprattutto d'inverno. Questa specie è onnivora e si nutre di semi, insetti ed altri piccoli animali, tra cui rane e scarafaggi.

### Riproduzione

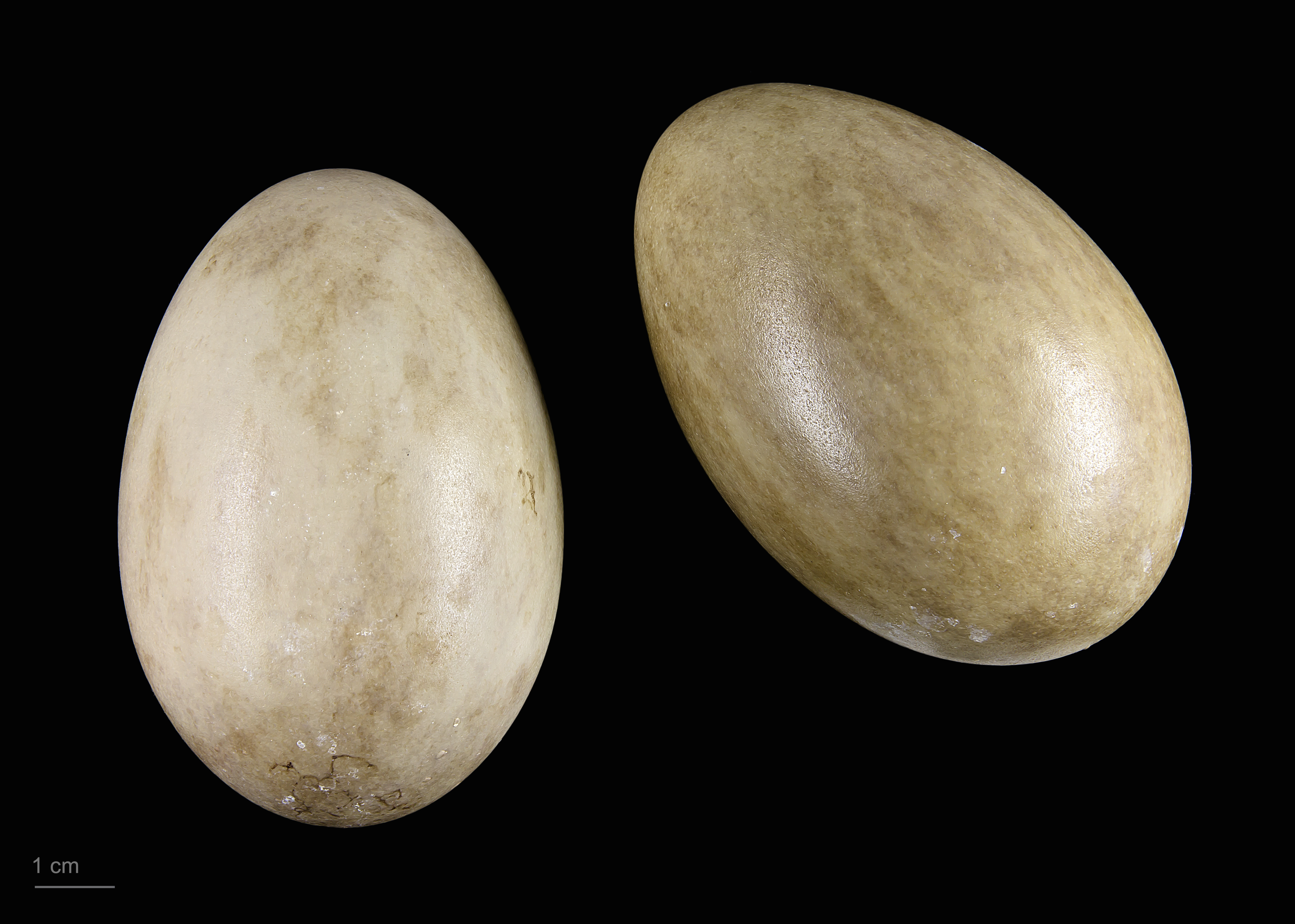
Otis tarda

Prima di accoppiarsi, intorno a gennaio, i maschi effettuano la muta, sviluppando il piumaggio di corteggiamento. Come altre otarde, il maschio di grande otarda esegue una parata impressionante, mostrando le zone di colore bianco, soprattutto quelle del sottocoda, e ritirando la testa. La grande otarda nidifica in marzo ed un singolo maschio può accoppiarsi con fino a 5 femmine. Tutte le grandi otarde in grado di riprodursi mutano di nuovo il piumaggio tra giugno e settembre.
In seguito, in una piccola fenditura del terreno vengono deposte 2-3 uova lucide, di color oliva o marrone chiaro. La femmina cova da sola le uova per circa 4 settimane. Dopo la schiusa, i pulcini lasciano il nido quasi immediatamente, sebbene non si allontanino dalla madre prima di aver raggiunto almeno 1 anno di età. I maschi iniziano ad accoppiarsi a partire dai 5 anni. Le grandi otarde vivono generalmente per circa 10 anni, ma alcune sono vissute per 15 anni o più.

## Distribuzione e habitat
Il numero degli esemplari varia molto da regione a regione: in Portogallo vivono 1400 esemplari di grande otarda; un'altra popolazione numerosa, circa 6000-7000 esemplari, vive nei pressi di Saratov, in Russia, e 23.000 esemplari risiedono in Spagna. Popolazioni numerose si trovano ancora in Ungheria, dove termina la zona delle steppe dell'Europa orientale, nei pressi della città di Dévaványa e anche nelle regioni di Hortobágy, Nagykunság e Nagy-Sárrét.
L'habitat di questo uccello sono le praterie aperte, sebbene possa vivere anche sui terreni coltivati, se non disturbato.
In Italia non viene più osservata dal 2006, anno nel quale fu rinvenuta nel Pian di Spagna, nel Comasco, e in Emilia Romagna non più dal 1969. Lo stesso anno 3 esemplari comparvero nei dintorni di Castenedolo il giorno di Santo Stefano. Secondo alcuni autori l'otarda "compariva tutti gli anni nelle paludi di Ghedi, Bagnolo e Leno". Tuttavia nella seconda metà del Ventesimo secolo le apparizioni di questo neornite sono calate nel Bel Paese, principalmente a causa della contrazione degli effettivi e dell'areale di riproduzione europeo. Sicuramente anche le trasformazioni ambientali che hanno reso inospitali le pianure hanno contribuito ad allontanare gli ultimi gruppi di migratori (Brichetti, 1982). Un'otarda è presente nella Collezione "Alberto del Prato" conservata nel museo di storia naturale di Parma.

## Conservazione
Il numero di esemplari sta scendendo a causa della distruzione dell'habitat in tutto l'areale. Era solita nidificare in gran numero nelle isole britanniche, dove è estinta dal 1832; nel 2004, comunque, è stata reintrodotta artificialmente nella piana di Salisbury. È raffigurata sullo stemma del Wiltshire. Viveva inoltre nella regione di Bărăgan, in Romania, ma vi si è estinta nel 1967. Popolazioni più numerose si trovano in Ungheria, Portogallo, Russia e Spagna.
Nel febbraio 2006 in Ungheria erano presenti 1350 uccelli, ben pochi rispetto ai 10.000-12.000 che vivevano in questo Paese prima della seconda guerra mondiale. Le autorità ungheresi cercano di preservare il futuro a lungo termine di questa popolazione attraverso misure attive di protezione: nell'estate del 2006 l'area sotto la tutela di uno speciale trattamento ecologico misurava 15 chilometri quadrati.
Sempre in Ungheria, nel 2000 e nel 2003, due rarissime grandi otarde albine sono rimaste uccise dai cavi dell'elettricità. Le otarde, nonostante la grande mole, sono in grado di volare ad alta velocità (60 chilometri/ora) e rimangono spesso mutilate od uccise dai cavi che, in Ungheria, vengono posti alla stessa altezza di volo di questi uccelli. Le compagnie elettriche coinvolte hanno rimpiazzato solamente una piccola parte dei cavi pericolosi, quindi le autorità stanno sperimentando il fissaggio di dispositivi «lucciola» fluorescenti sui cavi più pericolosi, allo scopo di allertare gli uccelli con segnalazioni luminose. (I fondi disponibili, comunque, non sono sufficienti per risolvere completamente questo problema.)
L'otarda maggiore, detta túzok in ungherese, è l'uccello nazionale dell'Ungheria ed è la protagonista di alcuni proverbi.